# Kanton Baud
Kanton Baud (francouzsky Canton de Baud) je francouzský kanton v departementu Morbihan v regionu Bretaň. Tvoří ho šest obcí.

## Obce kantonu
- Baud
- Bieuzy
- Guénin
- Melrand
- Pluméliau
- Saint-Barthélemy